# Trigonophora schaefferi
Trigonophora schaefferi är en fjärilsart som beskrevs av Charles Oberthür. Trigonophora schaefferi ingår i släktet Trigonophora och familjen nattflyn. Inga underarter finns listade i Catalogue of Life.